# Långtjärnen (Bräcke socken, Jämtland, 695806-148961)
Långtjärnen är en sjö i Bräcke kommun i Jämtland och ingår i Ljungans huvudavrinningsområde.